# Brigata fanteria "Trapani"
La Brigata fanteria "Trapani" è stata una Grande unità del Regio Esercito Italiano, durante la prima guerra mondiale.

## Storia
Costituita il 5 marzo 1915, con i reggimenti fanteria 143°, 144° e 149° (costituiti nel gennaio 1915). Il 3 maggio, al momento della mobilitazione per la prima guerra mondiale era di stanza a Trapani, nella caserma Vittorio Emanuele. Il 6 maggio perse il 143º reggimento, inviato in Tripolitania.
Il 149° giunse a Treviso già il 23 giugno 1915, mentre il 4 luglio il 144° lasciò la cittadina siciliana e fu impegnato in prima linea il 24 ottobre. Posta agli ordini della 23ª Divisione sul fiume Isonzo, e poco dopo della 14ª divisione. Il battesimo del fuoco della brigata è datato 11 novembre 1915 sul monte Sei Busi: due battaglioni, il I e il III, presero le posizioni austriache dopo aver perso 11 ufficiali e 486 uomini.
Nel 1916 passò alle dipendenze della 32ª divisione. Agli ordini della 45ª divisione, la “Trapani” partecipò alla battaglia per Gorizia (Sesta dell'Isonzo, 4-17 agosto 1916) e il 9 agosto i reparti avanzanti raggiunsero la riva sinistra dell'Isonzo ricevendo una Medaglia di Bronzo al Valor Militare. Durante l'ottava battaglia dell'Isonzo in ottobre, in quattro giorni di combattimento la Brigata perse 1659 soldati e 67 ufficiali.
Nel luglio 1917 l'intera Brigata passò alle dipendenze della 22ª divisione, e il mese dopo prese parte all'Undicesima battaglia dell'Isonzo. A settembre venne trasferita sul fronte alpino in Trentino. Il 28 dicembre il 144° assunse la dizione di 150º reggimento fanteria "Trapani".
Nel marzo 1918 si schierò nel settore del Piave e a giugno combatté nella battaglia del Solstizio. Nella Battaglia di Vittorio Veneto la brigata "Trapani" si avvicinò a Quero, occupandola. In quei giorni di combattimenti i due reggimenti persero 575 soldati e 34 ufficiali e, per le azioni svolte, venne conferita un'ulteriore Medaglia di Bronzo al Valor Militare alla Bandiera di ciascun reggimento e la citazione nel Bollettino di guerra del generale Diaz n. 1272 del 7 novembre 1918.
Il 149º reggimento e il 150° si sciolsero nell'aprile 1920.

## Comandanti
- magg. gen. Secondo Belluzzi
- magg. gen. Riccardo Tedeschi
- magg. gen. Emilio De Bono
- magg. gen. Demetrio Carbone
- col. brig. Edoardo Merzlyak
- magg. gen. Guido Coffaro
- magg. gen. Clemente Assum
- magg. gen. Adolfo Bava

## Onorificenze
- 149º Reggimento
  - Ordine militare d'Italia
  - Medaglia d'argento al valor militare
  - Medaglia di bronzo al valor militare
- 150º Reggimento (144° fino al 1917)
  - Ordine militare d'Italia
  - 3 medaglie di bronzo al valor militare[6]